# 打ち切り
打ち切り（うちきり）とは、継続的に行っている物事を取り止めることを指す。途中の段階での中止に用いられることが多い。

## 一般的な打ち切りの事例
- 交渉において双方の意向が平行線を辿るなど、成立の見込みが無いと判断された際の交渉打ち切り。下記の契約における交渉でも同様である[1]。国家間の交渉である外交交渉の決裂が、相手国への制裁措置、さらには戦争に至ることもある。
- 成績不振、負傷療養ないし死亡、不祥事など何らかの理由により、契約の満了が不可能と判断された場合、予め定められた契約条項に従って解消する[2]。
- 行政において何らかの政策などを途中で取りやめる[3][4]。
- 行方不明となっている人や乗り物を発見できないまま捜索を打ち切る[5]。
- 事件の全容が解明できないまま捜査を打ち切り、その事件が未解決事件となる。
- 融資先の経営状態が芳しくないなどの理由で金融機関が融資を引き上げたり、企業が子会社などへの支援を取り止める[6][7]。
- 製品の企画・開発が難航し打ち切りとなる。
- 製品が、売れ行きの低迷、部品調達困難、法改正による新規制をクリア出来ない、古いOSへの対応が困難などにより、製造が取り止められる。また、これらのサポートも法律で義務付けられた期間などを経過したら終了となるケースが殆どである[8][9]。

## 交通機関における打ち切り
事故や災害などにより、本来の運行目的地に達することが不可能とされた場合、途中で運行を取り止めることを指す。

## スポーツの試合における打ち切り
スポーツでは、悪天候、日没、トラブルなどにより、試合を最後まで進めずに打ち切ることがある。野球、ソフトボールなどでは試合を打ち切ったとき、打ち切った時点の試合進行状況によってはコールドゲームとなり、正式な試合と認定される。
また、未消化試合を残したまま大会を打ち切り終了することもある。

## 統計学における打ち切り
統計学や疫学では、最終的なアウトカム（結果）が判明する前に、観察を終えることを打ち切りと呼ぶ。

## マスメディアにおける打ち切り
小説・コラム・漫画などの連載作品、定期取材記事、テレビ・ラジオの番組やCM、など、継続的に連載・放送（配信）することを予定していたものが突発的に終了することを指す。
打ち切りにより恒久的に公開されない封印作品いわゆりお蔵入りとなるケースもある。また、打ち切られた番組が放送されていた時間帯を「改編期までの間の繋ぎ」として放送する番組をつなぎ番組と呼ぶ。
テレビ・ラジオ番組の場合、番組の放送を終了時刻より前に終了することも「打ち切り」と呼ばれることがある。

### 代表的な事例
人気低迷
最も多いパターン。読者アンケート、聴取率または視聴率、番組スポンサーの商品売上などの低迷により判断される場合が多い。
視聴率よりも商業成績（主にメインスポンサーの商品売り上げ）を重視する子供向けのアニメ、特撮児童向けドラマの場合、打ち切り基準が他番組と異なり、視聴率が低くても商業成績が絶好調の時は該当しないが、視聴率は好調でも商業成績が不振の時は該当する。
一社提供番組において、総合的な人気が低迷しても提供している企業の意向から打ち切らないこともあり、これらの番組が長寿番組にまで発展することもしばしばである。番組によっては、スポンサーが存続している間は業績が悪化しても打ち切りの予定は一切無い場合がほとんど。
特定地域の人気低迷で打ち切る番組もある。『笑神様は突然に…』（日本テレビ・2013年 - ）は芸人をメインとしたバラエティ番組ということで元々関西地区の視聴率が関東地区よりも高かったが、開始2年後の2015年春改編で編成されている枠の金曜日19時台がローカルセールス枠に移行し、関西地区の日本テレビ系列局である読売テレビが自社制作番組『大阪ほんわかテレビ』がこの枠に移動を余儀なくされて遅れネットとなった結果、視聴率が極端に低迷したため、僅か2クール後の秋改編を以てレギュラー放送の打ち切りにまで発展し、関西地区での放送を条件とした全国ネットの単発特別番組に移行し、2023年現在まで続いている。
- （例）長寿番組が視聴率低迷を受けて、相次いで打ち切り[10]。

資金・経営戦略上の都合
制作費や出演料の高騰、出版・製作会社や広告代理店などの経営悪化（廃刊、廃業なども含む）により、陥る場合もある。
それと同様に、評価にかかわらず、スポンサー料の総額に対して、実際の制作費や出演料が高くついた赤字番組では、極端な不人気番組と同等の扱いを受けているため、それらの番組も、春（4月）と秋（10月・民放のみ）における大型改編期の整理番組に指定される傾向にある。
- （例）毎日放送（MBS）製作で、NET系列であった頃の昭和仮面ライダーシリーズは、TBS系列局であった朝日放送テレビ（ABC）との腸捻転ネットを解消するネットチェンジが決まったため、制作元である東映側からMBSに提案する形で『仮面ライダーX』を1974年1月開始から一年放送予定が9月を以て打ち切り、1975年3月31日に実施されたネットチェンジの直前まで『仮面ライダーアマゾン』を急遽製作する形で放送され、その次番組である『仮面ライダーストロンガー』の初回からTBS系列で放送する東映独自の戦略を採った。穴埋め番組としての性格が強いため、シリーズ自体を遅れネットで放送し、TBS系列局を有する地域では、『仮面ライダーアマゾン』が非ネット（半年遅れネット地域）か途中打ち切り（それ以外）という事態も多く発生した。

放送機材の運用上の都合
ごく稀な事例として、ヘリコプターなど番組の製作に欠かせない希少な放送機材の運用における都合上、それらの番組を打ち切ることがある。
- （例）1961年から1963年までNHK総合テレビジョンで放送されたNHKが独自に制作した子供向け特撮番組の『魔法のじゅうたん』がそれにあたる。クロマキーの背景に全日本空輸が所有しているNHK専用ヘリコプター（現在はオールニッポンヘリコプターに移管）で撮影された映像が用いられており、それらの運用を翌年の東京オリンピックに集中させるため、人気があるにもかかわらず打ち切りを余儀なくされた。

インターネット配信に関わる都合
権利者不明の著作物といったネット配信の許可を取りづらい音楽を扱う音楽番組の場合、テレビでは使用パートの削除および無音化（かぶせ放送の一種）を行い、ラジオでは番組自体か音楽部分のみの配信停止を採り、BGMのみに留まる場合は即座に配信の許可を受けた別な曲に差し替えるが、稀に打ち切りを余儀なくされることもある。
地上波ラジオをサイマル配信するインターネットラジオや、NHKの地上波テレビをサイマル配信するNHKプラスの場合、配信される番組は原則全番組配信であることから、2011年の東北楽天ゴールデンイーグルス主催戦といった権利上の配信停止番組や、2017年度までにおけるジャニーズ事務所所属タレントが出演するラジオ番組の有料・アーカイブ配信といった肖像権によって規制された番組も存在する。肖像権に厳しいタレントが出演する番組は、ネット配信に応じない事例もあり、配信開始に合わせてレギュラーを降板したり、番組自体を打ち切ったりする事例もある。
オリンピック中継の場合、IOCが定める放映権でインターネット放送は配信実施国のみを対象としたサービスに限られているため、日本やアメリカ合衆国など、インターネット配信がある場合は配信対象国のみとすることで打ち切らずに済んでいるのに対し、大韓民国や中華民国（台湾）など、地上波局におけるインターネットラジオが世界中で配信されている場合は、テレビ中継は実施されていてもラジオ中継のみ配信開始に合わせて打ち切ることで対処されている。
- （例）西日本放送ラジオ『タンゴアルバム』（ラジオ番組）がそれにあたる。アルゼンチン・タンゴを専門に扱うが故に配信の許可を受けづらい楽曲が毎回のように流され、開局時からある長寿番組であったのにも関わらず、2017年11月から実施される西日本放送自体のradikoでの配信開始を期に放送を打ち切った。

スポンサーの降板・廃業
一社提供冠番組や、玩具メーカーなどの子供向けアニメ・特撮番組のメインスポンサーに多くみられる。冠番組ではない一社提供番組に関しては、複数社提供に降格することがほとんどで、複数社提供の番組スポンサーの一部に過ぎないものは該当しないのがほとんど。
スポンサー企業の不祥事が原因などの要因により打ち切られることもある。その主な一例として『蒼き流星SPTレイズナー』（日本テレビおよびその系列局・三洋電機・石油ファンヒーター事故の影響）や『料理バンザイ!』（テレビ朝日系列・雪印グループ・雪印牛肉偽装事件の影響）、『POWERフレーズ』（日本テレビ系列・みずほフィナンシャルグループ・みずほ銀行の大規模なシステムトラブルの影響）などが該当する。
契約満了
- （例）経営悪化により、企業広告の契約更新を行わない事を決定。

出演者の降板・引退・逝去、グループの解散・活動休止
原作者・出演者・要となる制作スタッフが退社ないし脱退、引退、逝去、もしくはグループの解散や無期限活動休止により、継続が不可能と判断された場合に行われる。
冠番組は番組の性質上、出演者が降板したことやグループが解散したことで打ち切りに至るケースが多い。
- （例）1982年12月8日、三波伸介が急逝したことで、冠番組の『三波伸介の凸凹大学校』は視聴率は好調ではあったが、メインキャストであった三波の死去により番組そのものが成り立たなくなり、死去直後に放映された追悼企画を経て、死去の翌々週をもって打ち切りとなった（なお、三波の他のメイン出演番組であった『笑点』や『スターどっきり㊙報告』は代役を起用し、打ち切りを免れている）。
- （例）2011年8月、島田紳助の芸能界引退に伴い、2つあった冠番組（紳助社長のプロデュース大作戦・クイズ!紳助くん）を一斉に打ち切った。冠番組ではない「クイズ!ヘキサゴンII」は引退だけでの打ち切りは回避されたが、異常なほど視聴率が低迷したため、程なくして番組そのものが打ち切られた。
- （例）坂上忍が動物愛護に専念するため、「バイキングMORE」の降板を申し入れたことで番組が終了。冠番組である「坂上どうぶつ王国」は動物バラエティ番組であるため、例外的に打ち切りが回避された。
- （例）嵐の無期限活動休止に伴い、2020年度内をもって全ての冠番組が終了。
- （例）出演者の一人が自殺で急逝したため、番組打ち切り。しかも自殺の原因はその番組だった。
- （例）King & Princeのメンバー大量脱退に伴い、番組改編時期ではない2022年5月を以て「King & Princeる。」が終了。
- （例）2024年12月に発覚した中居正広のスキャンダルで各番組が休止及び打ち切りになり、のちに芸能界引退を表明した。
- （例）著作者・池波正太郎の死去（1990年5月3日）に伴い、「オール讀物」（文藝春秋）で1967年から連載されていた「鬼平犯科帳」が絶筆による未完で終了。

不祥事
原作者、出演者ないし制作スタッフが犯罪行為・やらせ・捏造などの反社会的行為を犯した場合、倫理・社会通念上から重大な問題となり、存続が不可能と判断される場合が多い。
その他、不適切な発言や文字表現、番組収録中の不慮の事故、出演者に対するSNS上での誹謗中傷などが問題とみなされた場合でも同様のケースに至る場合もある。
場合によっては、番組関連書籍の絶版やソフトの廃盤に至る場合もある。
遅れネットの地域では発局での打ち切り決定以降、当該局での未放送回が放送されない場合もある。
具体例は、Category:不祥事により打ち切られた番組を参照。
重大な事件・事故・災害
被害者ないし被災者などへの配慮や、報道特別番組により番組編成が大きく変動して通常編成中での完結が困難になった場合、一部番組の放送を打ち切るケースも稀に見られる。
- （例）「密室謎解きバラエティー 脱出ゲームDERO!」が東日本大震災の影響で休止後、「水の間」などが放送には不適切なことから打ち切り。
- （例）新型コロナウイルス感染症の拡大に伴い外出が制限されたことに加え、取材しようとした店舗が休業・閉店となった結果、ロケーション撮影を主体とした一部のバラエティ番組が2021年3月に相次いで打ち切りに。

放送局（配信サイト）の都合
編成の関係などから、製作局では継続だが一部ネット局では遅れネットを含めて移行されずに終了することもある。
このパターンはネットワークセールスからローカルセールスの時間帯に移動した時に多くみられる。
- （例）『ONE PIECE』放送時間が全国ネットの日曜19時00分から関東ローカル枠の9時30分へと繰り上がった際、一部のネット局（秋田テレビなど）では他の時間へ移動せず、そのまま打ち切りとなった。但し、この時点で打ち切りを決定したすべての局が2013年までに放送を再開している。

スポンサーの付き具合
BS民放の自局製作ノンフィクション番組や、ラジオ番組全般で多く診られる。
前者の番組の場合、2007年12月1日に放送開始をした、家電量販店のビックカメラ子会社が運営する日本BS放送（BS11）や、2022年3月27日に放送開始をした、通信販売事業者のジャパネットたかたを有するジャパネットホールディングス子会社であるジャパネットブロードキャスティングが運営するBSJapanextを除き、平均視聴率が地上波よりも低く、スポンサーの無い番組が珍しくないことを逆手に取り、人気を重視しない傾向にある。スポンサーの無い状態が長引くか、単発的にしかスポンサーの提供が無い番組は、改編期の整理対象となるため、長期間提供されている番組しか長く続かない方式を採っている。
後者の番組の場合、単発的にしか提供スポンサーが付かない番組、最終的に提供スポンサーが無くなった複数社提供番組、製作局の放送対象地域外のスポンサーしか提供されなさそうな番組は放送終了の対象となる。特に地方局の自社製作ラジオ番組に関しては、聴取率を調査出来る期間が年1回と非常に限られているため、スポンサーの付き具合を尚更重視する傾向にあり、新番組・コーナーを選定する時も多めのスポンサーが付いた番組だけを選んでいる。
スポンサーが無い自社製作番組であっても製作サイドの意向で打ち切りの予定が無い番組の場合、放送時間・所要時間の柔軟な変更がしやすい替わりに、スポーツ中継等における特別番組編成時の放送休止が多くなっているのに対し、スポンサーが付いた自社製作非ワイド番組は特別番組編成時における放送時間変更があるのが一般的となっている。
地方の一社提供ラジオ番組の多くが放送対象地域内の事業者による一社提供番組であるため、放送対象地域外スポンサーの一社提供番組がメイン提供の複数社提供に変更されることが多いのは、打ち切りを回避させるための措置によるものである。
全国ネットのラジオ番組の場合、ネットワークセールスのスポンサーがほとんど付かない場合は、全面的にローカルセールスに移行することもある。
ただし、首都圏のラジオでは2か月に1度（偶数月に）聴取率調査を行なっていることや、BS放送でも2020年3月以降はビデオリサーチでの視聴率調査を行っていることもあり、スポンサーの付き具合が悪い番組であっても、高視聴率（概ね5％以上）・高聴取率・SNSの評価の高さや関連投稿が多い番組は改編期を乗り越えて続行となる。
ただし、ラジオ向けワイド番組はコーナー別にスポンサーを付けているため、スポンサーが無い状態が長く続いても打ち切らずに続行する傾向にあるが、それでも長期化した場合、改編期やコーナーの大幅縮小による整理対象となる。報道番組や、つなぎ番組も同様の措置だが、スポンサーの付き具合を重視しないため、それによって打ち切ることは全く無い。
複合的な理由
複数の理由で放送を打ち切るケースがある。
『タモリ倶楽部』の場合は、「出演者の意向」「重大な事件・事故・災害」「インターネット配信に関わる権利上の都合」の3つが該当する。前者は司会を務めるタモリが高齢になったこと、中者はコロナウイルス感染症の影響で「空耳アワー」向け背景映像のロケーション撮影が満足に行えずに不定期化したこと、後者はBGMに洋楽を多用する関係上、見逃し配信が行えないために番組が終了へと至っている。
完全非公表
希有なパターン。編成上の都合ではあるものの、人気低迷や出演者の都合などのテレビ局がなんらかの異常がなくとも、翌週より全く異なる番組になる場合もある。この理由はミニ番組や地方局でよく発生する。